# Deutsche Fechtmeisterschaften 1929
Bei den Deutschen Fechtmeisterschaften 1929 wurden Wettbewerbe im Herrenflorett, Herrendegen und Herrensäbel ausgetragen, bei den Damen gab es nur einen Wettbewerb im Florett. Die Einzelmeisterschaften fanden vom 10. bis 12. Mai in Stuttgart statt, die Mannschaftsmeisterschaften vom 4. bis 6. Oktober in Berlin. Die Meisterschaften wurden vom Deutschen Fechter-Bund organisiert. Die Deutsche Turnerschaft trug unabhängig vom Deutschen Fechter-Bund eine Mannschaftsmeisterschaft im Degenfechten aus.

## Herren

### Florett (Einzel)
| Platz | Sportler           | Verein       |
| ----- | ------------------ | ------------ |
| 1     | Robert Sommer      | Berliner FC  |
| 2     | Julius Thomson     | TV Offenbach |
| 3     | Siegfried Berthold | TV Chemnitz  |

### Florett (Mannschaft)
| Platz | Verein              | Sportler                                                                  |
| ----- | ------------------- | ------------------------------------------------------------------------- |
| 1     | Hermannia Frankfurt | Erwin Casmir Fritz Jack Julius Eisenecker Heinrich Moos Stefan Rosenbauer |
| 2     | Berliner Fechtclub  | Ruddigkeit Kappstein Robert Sommer Otto Gerresheim                        |
| 3     | Gruppe 5 Bayern     | Jaromir Bergan Richard Liebscher Hans Gyenis Sandler Panzer               |

### Degen (Einzel)
| Platz | Sportler         | Verein              |
| ----- | ---------------- | ------------------- |
| 1     | Heinrich Moos    | Hermannia Frankfurt |
| 2     | Heinz Hax        | Wünsdorf            |
| 3     | Hans Halberstadt | Fechtclub Offenbach |

### Degen (Mannschaft)
| Platz | Verein              | Sportler                                                |
| ----- | ------------------- | ------------------------------------------------------- |
| 1     | Hermannia Frankfurt | Erwin Casmir Fritz Jack Heinrich Moos Stefan Rosenbauer |
| 2     | Reichswehr Wünsdorf | Heinz Hax Hölter Heigl Rollin                           |
| 3     | Fechtklub Dresden   | Meißner Böhme Wiener Hessel                             |

### Säbel (Einzel)
| Platz | Sportler      | Verein              |
| ----- | ------------- | ------------------- |
| 1     | Hans Thomson  | Fechtclub Offenbach |
| 2     | Heinrich Moos | Hermannia Frankfurt |
| 3     | Heinrich      | TV Hof              |

### Säbel (Mannschaft)
| Platz | Verein              | Sportler                                                                  |
| ----- | ------------------- | ------------------------------------------------------------------------- |
| 1     | Hermannia Frankfurt | Erwin Casmir Fritz Jack Julius Eisenecker Hans-Georg Jörger Heinrich Moos |
| 2     | Fechtclub Offenbach | Hans Thomson Hans Halberstadt Georg Stöhr Eugen Mayer                     |
| 3     | Dresdner Fecht-Club | Hessel Schmiedel Leonhardt Dr. Meißner                                    |

## Damen

### Florett
| Platz | Sportler      | Verein                          |
| ----- | ------------- | ------------------------------- |
| 1     | Helene Mayer  | Fechtclub Offenbach             |
| 2     | Olga Oelkers  | Fechtclub Offenbach             |
| 3     | Erna Sondheim | Florett-Club München im TV Jahn |